# チョコベー
チョコベーは、1972年に森永製菓が販売開始したチョコレート菓子。棒状のヌガーをチョコで包んでいる。
パッケージイラストは青と赤の2種類あった。
1979年に終売、1996年に一度だけ復刻版が発売された。

## 食玩
発売しばらく後に「ベェシール」というシールおまけが同梱された。絵柄は子供をユーモラスに描いたイラストだったが、一時期パッケージイラストと共にディズニーキャラクターのミッキーマウスとミニーマウスになる。
「子供」時代は初期はパッケージ同様横長だったが、後に縦長に変更、1974年からは当時『トイレット博士』でブレイク中のとりいかずよしがイラストを担当、翌1975年からはとりいの師匠・赤塚不二夫がイラストを手掛けたシールを追加した。またこの時期になると類似シールが多発したため、広告に「元祖」の文字を添える様になった。
その後、玩具が別包装で連結される形となった。中身はペンシルキャップとそこに乗せて遊ぶ、小動物を模した「ブーラちゃん」、小さなコマを飛ばせる「ベーホー」があった。

## 広告
田舎の小学校。坊主頭の男の子が両手をひろげ「やじろべえ」のように片足立ちしている。「自分の影を見つめて、パッと空を見る…」すると影がニョキニョキと伸びて、山の上に現われた巨大な影法師が、パッケージイラストのチョコベーに重なる。「きみはチョコベーを見たか」。この印象的なテレビCMは、日本テレビコマーシャル制作社連盟（JAC）による「昭和の名作CM100選」にも選ばれ、発売当時このCMは広く認知された。「ACC CM FESTIVAL」においては、第13回テレビフィルムCM部門ACC賞を受賞している。なお、撮影に使われた小学校は茨城県桜川市紫尾小学校。このCMの続編もいくつか作られ、初代を継承している。